# Лалић (презиме)
Лалић је презиме. Значајне особе са овим презименом су:
- Александра Лалић, српска модна креаторка
- Богдан Лалић, хрватски шаховски велемајстор
- Вељко Лалић, српски новинар, уредник и публициста
- Вик Лалић, хрватски фудбалер
- Гојко Лалић, српски амерички професор хемије
- Дражен Лалић, хрватски социолог
- Жанамари Лалић, хрватска поп певачица
- Иван В. Лалић, српски песник
- Лука Лалић, српски фудбалски тренер
- Маја Видаковић Лалић, српски архитекта
- Марија Лалић, британска уметница
- Марин Лалић, хрватски фудбалер
- Михаило Лалић, романсијер српске и црногорске књижевности
- Наташа Лалић, српска политичарка
- Слободан Лалић, српски фудбалер
- Слободан Лалић Бодо, босанскохерцеговачки и југословенски певач
- Сузан Лалић, британски шаховски велемајстор